# João Nunes
João Aniceto Grandela Nunes, noto semplicemente come João Nunes (Setúbal, 19 novembre 1995), è un calciatore portoghese, difensore dell'Újpest.

## Caratteristiche tecniche
È un difensore centrale.

## Carriera

### Club
Cresciuto nelle giovanili del Benfica ha esordito con la squadra riserve il 6 gennaio 2013 nel match pareggiato 1-1 contro il Santa Clara.
Nel 2016 è stato ceduto al Lechia Danzica.
Il 23 luglio 2019 lascia dopo tre anni il Lechia Danzica per trasferirsi in Grecia, al Panathīnaïkos.

### Nazionale
Nel 2015 ha partecipato con la Nazionale Under-20 portoghese al mondiale di categoria.

## Statistiche

### Presenze e reti nei club
Statistiche aggiornate al 3 giugno 2017.
| Stagione         | Squadra          | Campionato       | Campionato | Campionato | Coppe nazionali | Coppe nazionali | Coppe nazionali | Coppe continentali | Coppe continentali | Coppe continentali | Altre coppe | Altre coppe | Altre coppe | Totale | Totale |
| Stagione         | Squadra          | Comp             | Pres       | Reti       | Comp            | Pres            | Reti            | Comp               | Pres               | Reti               | Comp        | Pres        | Reti        | Pres   | Reti   |
| ---------------- | ---------------- | ---------------- | ---------- | ---------- | --------------- | --------------- | --------------- | ------------------ | ------------------ | ------------------ | ----------- | ----------- | ----------- | ------ | ------ |
| 2012-2013        | Benfica B        | SL               | 2          | 0          |                 | -               | -               |                    | -                  | -                  |             | -           | -           | 2      | 0      |
| 2013-2014        | Benfica B        | SL               | 0          | 0          |                 | -               | -               |                    | -                  | -                  |             | -           | -           | 0      | 0      |
| 2014-2015        | Benfica B        | SL               | 21         | 0          |                 | -               | -               |                    | -                  | -                  |             | -           | -           | 21     | 0      |
| 2015-2016        | Benfica B        | SL               | 29         | 1          |                 | -               | -               |                    | -                  | -                  |             | -           | -           | 29     | 1      |
| Totale Benfica B | Totale Benfica B | Totale Benfica B | 52         | 1          |                 | -               | -               |                    | -                  | -                  |             | -           | -           | 52     | 1      |
| 2015-2016        | Lechia Danzica   | EK               | 23         | 0          | CP              | 0               | 0               |                    | -                  | -                  | -           | -           | -           | 23     | 0      |
| Totale carriera  | Totale carriera  | Totale carriera  | 75         | 1          |                 | 0               | 0               |                    | -                  | -                  |             | -           | -           | 75     | 1      |